# Jan Gryczman
Jan Gryczman (ur. 10 listopada 1900 w Mokrej Stronie, zm. 18 lipca 1985 w Warszawie) – chorąży piechoty WP, obrońca Westerplatte, major rezerwy Sił Zbrojnych PRL. Kawaler Orderu Virtuti Militari.

## Życiorys
Był synem pracownika cukrowni, Wojciecha i Katarzyny z Sosnowskich. Ukończył Państwowe Gimnazjum im. Augusta Witkowskiego w Jarosławiu. Następnie pracował jako praktykant w cukrowni, pomocnik rolny oraz robotnik w młynie w Przeworsku. W styczniu 1918 został wcielony do Armii Austro-Węgierskiej, w której służył w 90 pp. Po powrocie do Przeworska pracował w tamtejszej cukrowni. W lutym 1920 otrzymał powołanie do Wojska Polskiego z przydziałem do 46 pp w Przemyślu. Uczestniczył w jego szeregach w wojnie z bolszewikami. W czasie walk o Warszawę w sierpniu 1920 był ciężko ranny pod Radzyminem.
Ukończył szkołę podoficerską w Grudziądzu i Centralną Szkołę Strzelniczą w Toruniu. 20 sierpnia 1922 objął funkcję szefa kompanii 59 pp. Od stycznia 1923 był szefem kompanii w 3 pp w Przemyślu. W okresie międzywojennym służył tam jako podoficer zawodowy. Od 1925 w stopniu starszego sierżanta. Awans na chorążego otrzymał 1 października 1929.
24 marca 1939 przybył wraz z grupą 82 żołnierzy 2 DP Leg. do Wojskowej Składnicy Tranzytowej na Westerplatte. Objął funkcję dowódcy plutonu. W czasie jej obrony był zastępcą dowódcy placówki „Prom”. Placówka ta została pierwsza zaatakowana przez Niemców. Dzięki jego sprawnemu dowodzeniu żołnierze odparli atakujących Niemców, a następnie wszyscy wycofali się do wartowni nr 1, dowodzonej przez por. Leona Pająka. Gdy ten został ranny w pierwszym dniu ataku, chor. Gryczman przejął dowodzenie i dowodził wartownią do końca walk. Po kapitulacji składnicy dostał się do niewoli niemieckiej. Jako jeniec przebywał w oflagach w Lienzu w Austrii i Woldenbergu (II C). Spędził tam całą wojnę.
W marcu 1945 stanął przed komisją rejestrującą oficerów powracających z oflagów, a 27 kwietnia 1945 dołączył do szeregów ludowego Wojska Polskiego. Na mocy oświadczenia nr 174 w Rejonowej Komisji Uzupełnień w Jarosławiu otrzymał skierowanie do Oficerskiej Szkoły Intendentury w Lublinie. Po jej ukończeniu pełnił funkcję kwatermistrza w Modlinie i w pułku saperów we Włocławku. W kwietniu 1954 zakończył czynną służbę w stopniu kapitana i przeniósł się do Nowej Dęby. Mieszkał tam (przy ul. Aleja Zwycięstwa) przez ponad 20 lat, pracując w Zakładach Metalowych Dezamet oraz Spółdzielni Inwalidów „Zjednoczenie”. 7 września 1964 został awansowany do stopnia majora rezerwy.
Pod koniec lat 70. – ze względu na zły stan zdrowia – przeprowadził się do rodziny w Warszawie. Przeszedł udar mózgu, wskutek którego utracił mowę i zdolność pisania. Został mu także wszczepiony rozrusznik serca. Zmarł 18 lipca 1985 w warszawskim Domu Weterana ZBoWiD. Pochowany został na cmentarzu Bródnowskim (kw. 6 I VI 9).
Jan Gryczman był żonaty i miał dwoje dzieci: Edwarda i Irenę.

## Ordery i odznaczenia

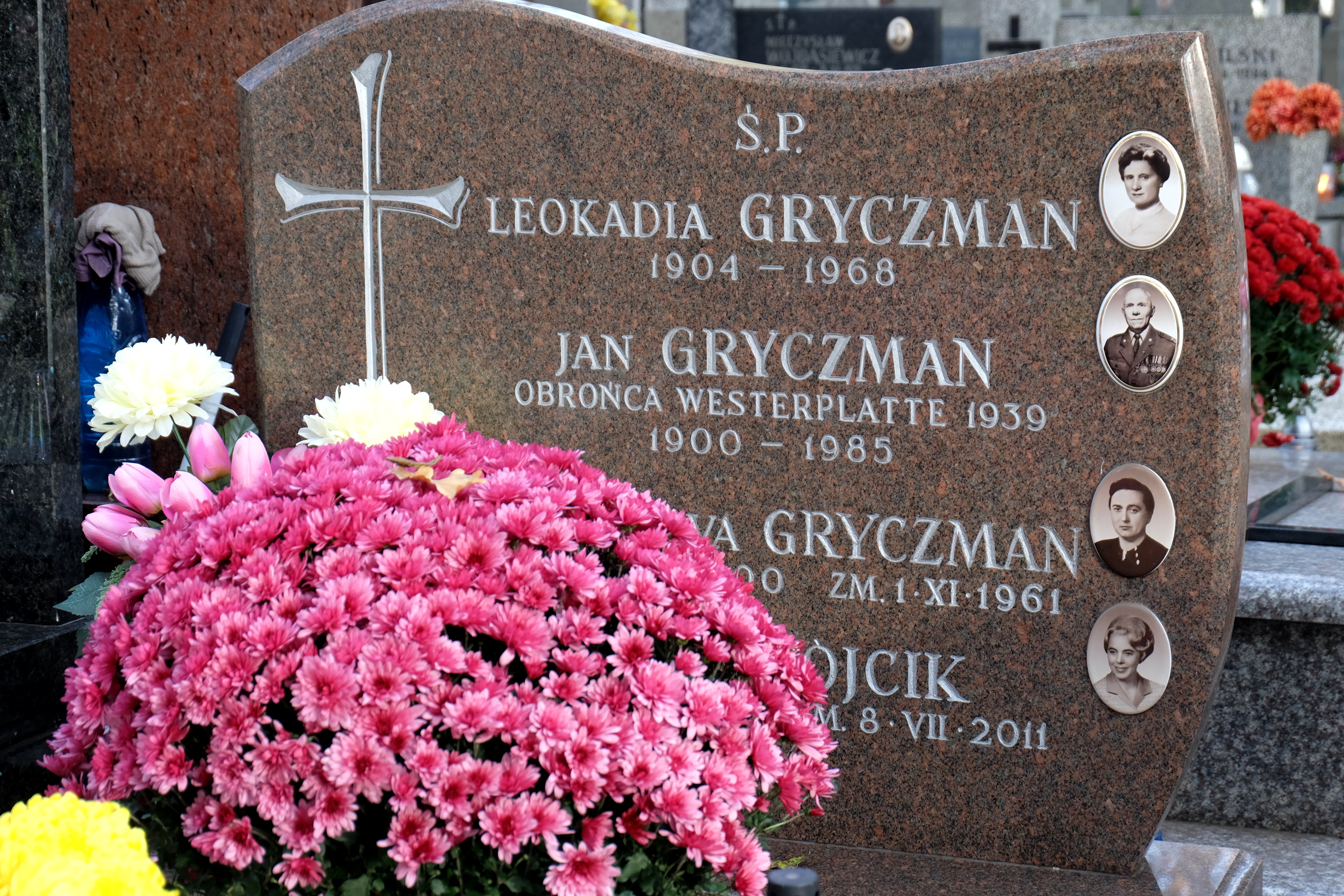
Grób majora Jana Gryczmana na cmentarzu Bródnowskim w Warszawie

- Krzyż Złoty Orderu Virtuti Militari nr 116[6]
- Krzyż Srebrny Orderu Virtuti Militari (uchwałą KRN z dnia 11 października 1946)[7]
- Srebrny Medal „Zasłużonym na Polu Chwały” (9 stycznia 1947)[8]
- Brązowy Krzyż Zasługi
- Medal Pamiątkowy za Wojnę 1918–1921
- Medal Dziesięciolecia Odzyskanej Niepodległości
- Medal Zwycięstwa i Wolności 1945
- Srebrny Medal „Za długoletnią służbę”
- Srebrny Medal „Siły Zbrojne w Służbie Ojczyzny”
- Odznaka Grunwaldzka[9]

## Upamiętnienie

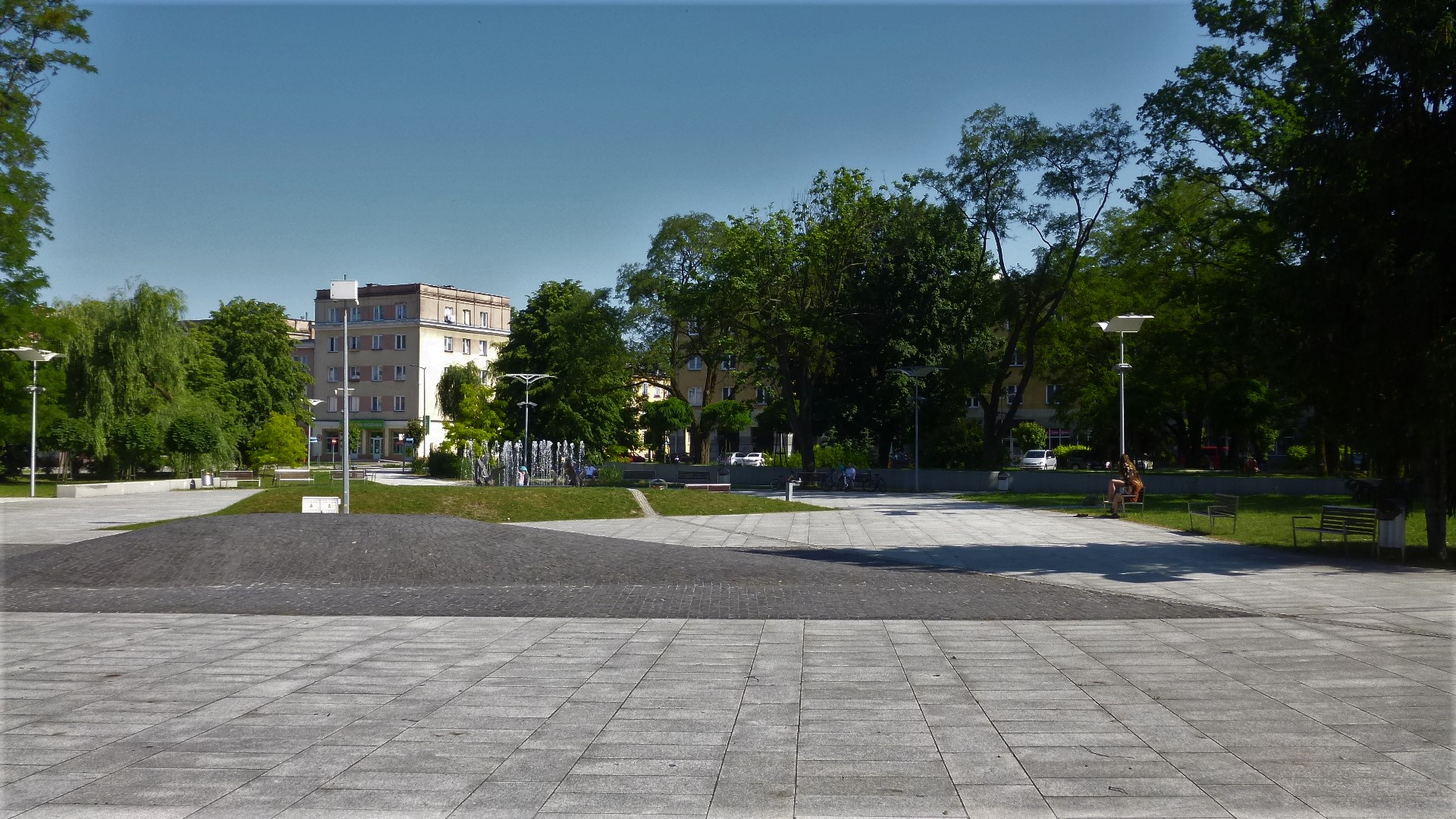
Plac mjr. Gryczmana (2018)

- 10 listopada 1999 w Nowej Dębie przy ul. Aleja Zwycięstwa 3, gdzie przez 20 lat mieszkał Jan Gryczman, odsłonięto tablicę poświęconą jego pamięci[10]
- Uchwałą Nr XXXV/299/09 Rady Miejskiej w Nowej Dębie z dnia 27 sierpnia 2009 Placowi Wyzwolenia w Nowej Dębie nadano imię Majora Jana Gryczmana[11]
- Uchwałą Nr XXXI/237/12 Rady Miasta Przeworska z dnia 20 grudnia 2012 mostowi na Mleczce w ciągu drogi E40 nadano imię Majora Jana Gryczmana
- W wyreżyserowanym przez Stanisława Różewicza filmie fabularnym Westerplatte postać chor. Jana Gryczmana zagrał Tadeusz Schmidt, natomiast w Tajemnicy Westerplatte Pawła Chochlewa w rolę tę wcielił się Mirosław Zbrojewicz.